# Rick Sollo
Rick, nome artístico de Geraldo Antônio de Carvalho (Monte do Carmo, 5 de dezembro de 1966) é um cantor, compositor e produtor brasileiro de música sertaneja. Atualmente integra com o cantor Renner Reis a dupla Rick & Renner, e tem suas composições de sucesso gravadas por vários artistas da música sertaneja.

## Biografia
Geraldo Antônio de Carvalho, mais conhecido como Rick Sollo, nasceu na cidade de Monte do Carmo, em Tocantins, no dia 5 de dezembro de 1966. filho de Aldenora Cirilo de Carvalho, teve gosto pela música por influência do pai Vitor Antônio, que sempre cantou e compôs músicas de Folia de Reis. Com apenas 10 anos, iniciou a carreira musical, e a primeira formação de dupla foi com a irmã Dalva, e assim ficaram conhecidos como Sereno & Serenata. Porém a dupla não durou muito tempo, pois, por ser mulher e fazer parte de uma família tradicional, o pai a proibiu de cantar na noite. Rick buscou outras parcerias, e numa delas adotou seu atual pseudônimo, e a dupla começou suas atividades como Rick & Ray (nomes inspirados em dois integrantes do Menudo). A dupla durou até Rick se associar a Renner, em 1986, e a partir daí passaram a cantar em casas noturnas. Foram 5 anos só tocando nas noites até a gravação de um CD independente em 1991, só que esse está atualmente fora do catálogo discográfico. O primeiro CD considerado oficial foi lançado em 1992 pela gravadora Chantecler, mas o grande sucesso veio mesmo em 1998, quando lançaram a música "Ela é Demais".
Durante 25 anos, a dupla Rick & Renner vendeu mais de 10 milhões de CDs. Rick também se destacou na música como compositor, escrevendo músicas de grande sucesso gravados por artistas como Chitãozinho & Xororó, Gian & Giovani, João Paulo & Daniel, Gino & Geno, entre outros. Após decidir seguir uma carreira solo, Rick assinou em 2011 com a Talismã Music, escritório do cantor Leonardo que também agência as carreiras de Eduardo Costa, Paula Fernandes, Pedro & Thiago e Di Paullo & Paulino. Em julho, esta parceria se concretizou ainda mais com o lançamento do seu primeiro CD solo Pronto pra Te Amar. O novo trabalho conta com 13 faixas, todas com sua assinatura, e com participações mais do que especiais de Leonardo e Eduardo Costa. 'Fiz um trabalho com muito carinho, em respeito aos que admiram meu trabalho. Cada detalhe foi pensado em atender aos fãs e apreciadores da boa música', diz Rick.
Além de cantor, Rick também é compositor e produtor musical. Vários nomes de destaque da música sertaneja já interpretaram suas composições, entre eles Zezé Di Camargo & Luciano, Chitãozinho & Xororó, Daniel, Gian & Giovani, Gino & Geno e muitos outros. Como produtor, atuou nos últimos CDs da dupla Rick & Renner e há alguns anos produz os trabalhos da dupla Gino & Geno. Também constam no seu curriculum os álbuns Difícil Não Falar de Amor do cantor Daniel, Sou Eu da dupla Hugo & Tiago, dentre outros.
Rick & Renner retomam a formação em 24 de setembro de 2012, com a mesma essência de outrora, porém, para a surpresa dos fãs, em 05 de janeiro de 2015 Rick anuncia novamente a separação, após novos problemas de Renner com a justiça.
Ainda em 2015, o cantor prepara o lançamento de seu novo CD intitulado Foi Deus. O álbum contém faixas inéditas e regravações de sucessos sertanejos, e ainda traz as participações especiais de Daniel, Rionegro & Solimões, Chitãozinho & Xororó, Gusttavo Lima, Marciano, Bonni & Belucco e Padre Fábio de Melo. É o segundo CD lançado em sua carreira solo e o primeiro a ser lançado após a segunda separação com Renner. A primeira música de trabalho foi "Eu Amo Sim", que já havia sido lançada e executada nas rádios. No mesmo ano, Rick divulga a música "Perfeição", que é uma homenagem a sua esposa Geralda, com quem convive há 30 anos. É pai de seis filhos, Victor Henrique e Mônica, os gêmeos Valentino e Matteo do segundo casamento, ele também tem uma filha mais nova, Lúcia, e um filho, Renn, frutos de outro relacionamento. O cantor é avô de Mateus, filho de Mônica. 
 Em 2017, o cantor anunciou uma parceria com o cantor Giovani, primeira voz da dupla Gian e Giovani, (que na época também estava em carreira solo), cujo nome é "Dois Corações". No mesmo ano, foi lançado o videoclipe do primeiro single "Tudo Que Eu Tenho". O segundo single do projeto foi "Sonhar Com Você", que possui um videoclipe que em menos de uma semana alcançou a marca de um milhão de views no Youtube, e foi gravado em Nova York (NY), durante uma turnê que Rick & Giovani fizeram nos Estados Unidos. Em 2018, o cantor retornou a parceria com Renner e anunciaram no dia 12 de agosto no Domingão do Faustão.

## Discografia

### Carreira solo
Álbuns de estúdio
| Álbum              | Detalhes                                                                                     | Vendas       |
| ------------------ | -------------------------------------------------------------------------------------------- | ------------ |
| Pronto Pra Te Amar | - Lançamento: 2011 - Formatos: CD, download digital - Gravadora: Talismã Music/Radar Records | - : + 20.000 |
| Foi Deus           | - Lançamento: 2015 - Formatos: CD, download digital - Gravadora: Universal Music             | - : + 20.000 |

Singles
| Ano  | Single                           | Charts | Álbum                               |
| Ano  | Single                           | BRA    | Álbum                               |
| ---- | -------------------------------- | ------ | ----------------------------------- |
| 2011 | "Vem Camila"                     | 47     | Pronto Pra Te Amar                  |
| 2011 | "De Volta Pro Meu Coração"       | 80     | Pronto Pra Te Amar                  |
| 2015 | "Eu Amo Sim"                     | 43     | Foi Deus                            |
| 2016 | "Eu Menti" (part. Gusttavo Lima) | —      | Foi Deus                            |
| 2017 | "Tudo Que Eu Tenho"              | 96     | Projeto Dois Corações (com Giovani) |
| 2017 | "Sonhar Com Você"                | 79     | Projeto Dois Corações (com Giovani) |

### Rick & Renner

#### Álbuns de estúdio
- 1991 - Atitudes
- 1992 - Rick & Renner
- 1994 - Rick & Renner Vol. 2
- 1995 - Rick & Renner Volume III
- 1997 - Rick & Renner Vol. 4
- 1998 - Mil Vezes Cantarei
- 1999 - Instante Mágico
- 2000 - Seguir em Frente
- 2001 - É Dez, É Cem, É Mil
- 2002 - Só Pensando Em Você
- 2003 - 10 Anos de Sucesso - Acústico
- 2004 - Só Nós Dois
- 2006 - Bom de Dança
- 2007 - Coisa de Deus
- 2008 - Passe o Tempo que Passar
- 2010 - Happy End
- 2012 - Inacreditável o Poder do Amor
- 2018 - Seguir em Frente

#### Coletâneas
- 1998 - Grandes Sucessos
- 2000 - Bailão do Rick & Renner
- 2001 - Os Gigantes
- 2001 - Warner 25 Anos
- 2006 - Warner 30 Anos
- 2007 - Nova Série
- 2008 - Essencial
- 2009 - Tudo de Bom (Disco duplo)
- 2010 - Nossa História - BOX 3 CDs

#### DVDs e álbuns ao vivo
- 2003 - Acústico - 10 Anos de Sucesso
- 2005 - Rick & Renner e Você...
- 2013 - Bom de Dança - Vol. 2

### Rick & Victor

#### Álbuns de estúdio
- 2010 - Mais Que Pai e Filho

## Exemplos de composições gravadas por outros artistas
- "Agenda Rabiscada" (com Alexandre) - Cleiton & Camargo
- "Amor Carrapicho" (com João Paulo e Alexandre) - Ataíde & Alexandre
- "Apaixonado por Você" (com Alexandre) - Gino & Geno
- "Bebo pa Carai" (com Pinocchio) - Gino & Geno
- "Com Dinheiro é Mole" (com Kadu Ferraz) - Gino & Geno
- "Conta pra Ela" - Leandro & Leonardo
- "Coração Cigano" - Gino & Geno
- "Coração Só Vê Você" (com Cezar e Renner) - Cezar & Paulinho
- "Depois do Adeus" (com João Paulo) - Gian & Giovani
- "Difícil Não Falar de Amor" - Daniel
- "Ela Chorou de Amor" (com Marcelo Aguiar) - Gino & Geno
- "Eu e a Madrugada" (com Alexandre) - Matogrosso & Mathias
- "Em Qualquer Lugar do Mundo" - Daniel
- "Eu Menti" (com Alexandre) - Chitãozinho & Xororó
- "Fale Um Pouco de Você" - Daniel
- "Fazer Amor" - Zezé Di Camargo & Luciano
- "Feito Eu" (com Alexandre) - Chitãozinho & Xororó
- "Filho do Mato" - Chico Rey & Paraná e Daniel
- "Hoje Eu Sei" (com Alexandre) - João Paulo & Daniel
- "Lorota" (com Gino) - Gino & Geno
- "Louca" - As Mineirinhas
- "Me Pede pra Ficar" (com Alexandre) - Eliane Camargo
- "Moído de Paixão" - Rionegro & Solimões
- "Mulher Que Não Dá Voa" (com Gino e Pinocchio) - Gino & Geno
- "Não Precisa Perdão" (com João Paulo) - João Paulo & Daniel
- "Nenhuma Esperança" (com Alexandre) - Milionário & José Rico
- "No Lugar Onde Eu Moro" (com Alexandre) - Hugo & Tiago
- "Nunca Mais" (com Alexandre) - Cezar & Paulinho
- "O Amor, Você e Eu" (com Alexandre) - Chico Rey & Paraná
- "O Amor de Antes" (com Kadu Ferraz e Victor Henrique) - Hugo & Tiago (com Zezé Di Camargo & Luciano)
- "O Cheiro Dela" (com Renner) - João Paulo & Daniel
- "O Que Eu Tô Fazendo Aqui" (com Alexandre) - Gino & Geno
- "Página de Amigos" (com Alexandre) - Chitãozinho & Xororó
- "Pelos Botecos do Brasil" - Zezé Di Camargo & Luciano
- "Poeira da Estrada" (com João Paulo) - João Paulo & Daniel
- "Por Telefone" (com Alexandre e Giovani) - Gian & Giovani
- "Por Um Beijo Seu" - Rosimar & Rosicler
- "Porque Fui Te Amar Assim" - João Paulo & Daniel
- "Quase Louco" (com Victor Henrique) - Daniel
- "Recaída" (com Sérgio Pinheiro) - Bruno & Marrone
- "Rio Vermelho" (com Alexandre) - Felipe & Falcão
- "Só Dá Você Na Minha Vida" - João Paulo & Daniel
- "Tá Nervoso... Vai Pescar" (com Alexandre) - Ataíde & Alexandre
- "Tempestade de Paixão" (com Alexandre) - Milionário & José Rico
- "Tô Pensando Nela" (com Alexandre) - Gian & Giovani
- "Um Beijo pra Me Enloquecer" - Daniel
- "Voa Sabiá" - Gino & Geno